# Brennan Thicke
Brennan Thicke [achternaam: /θɪk/] (Los Angeles (Californië), 17 december 1974) is een Amerikaans-Canadees voormalige (stem)acteur. Brennan is de zoon van de Canadese televisiepersoonlijkheid Alan Thicke en de Amerikaanse actrice/zangeres Gloria Loring.

## Carrière
In de jaren tachtig van de 20e eeuw sprak Thicke de stem in van Dennis Mitchell uit de tekenfilmserie Dennis the Menace, evenals die van Scott Trakker uit M.A.S.K.. Sinds 1989 is Thicke niet meer noemenswaardig actief geweest in zijn artiestencarrière.

## Persoonlijk
Behalve de zoon van bekende ouders is Brennan ook de broer van muzikant/singer-songwriter Robin Thicke (vooral bekend van het succesnummer Blurred Lines). Nadat werd ontdekt dat Brennan Thicke aan suikerziekte lijdt, begon zijn moeder zich in te zetten voor onderzoek naar deze aandoening.
Tegenwoordig is Thicke actief in de onroerendezakensector.